# True Buddha School
True Buddha School (chiń. trad. 真佛宗) – ruch religijny bazujący na naukach buddyzmu założony w XX wieku przez Lu Sheng-yen wzbogacony o praktyki z taoizmu i wadżrajany.

## Założenia

### Doktryna
Studiowanie i praktykowanie buddyzmu tybetańskiego ma na celu osiągnięcie oświecenia i uwolnienie się z Saṃsāry. Kultywowanie dharm zapewnia jednostce cel i wsparcie duchowe. Zakładane jest istnienie prawa karmy i cyklu reinkarnacyjnego. Misją wyznawców jest przekroczenie sześciu światów (piekła, głodnych duchów, zwierząt, ludzi, aśurów, bogów) i uzyskanie całkowitego wyzwolenia od zmartwień. Negatywna karma z przeszłych żywotów musi zostać oczyszczona.
Wszystkie żyjące istoty mają naturę Buddy i po przebudzeniu stają się buddami. Rzeczy materialne są iluzjami.

### Struktura organizacyjna

#### Przywódca duchowy

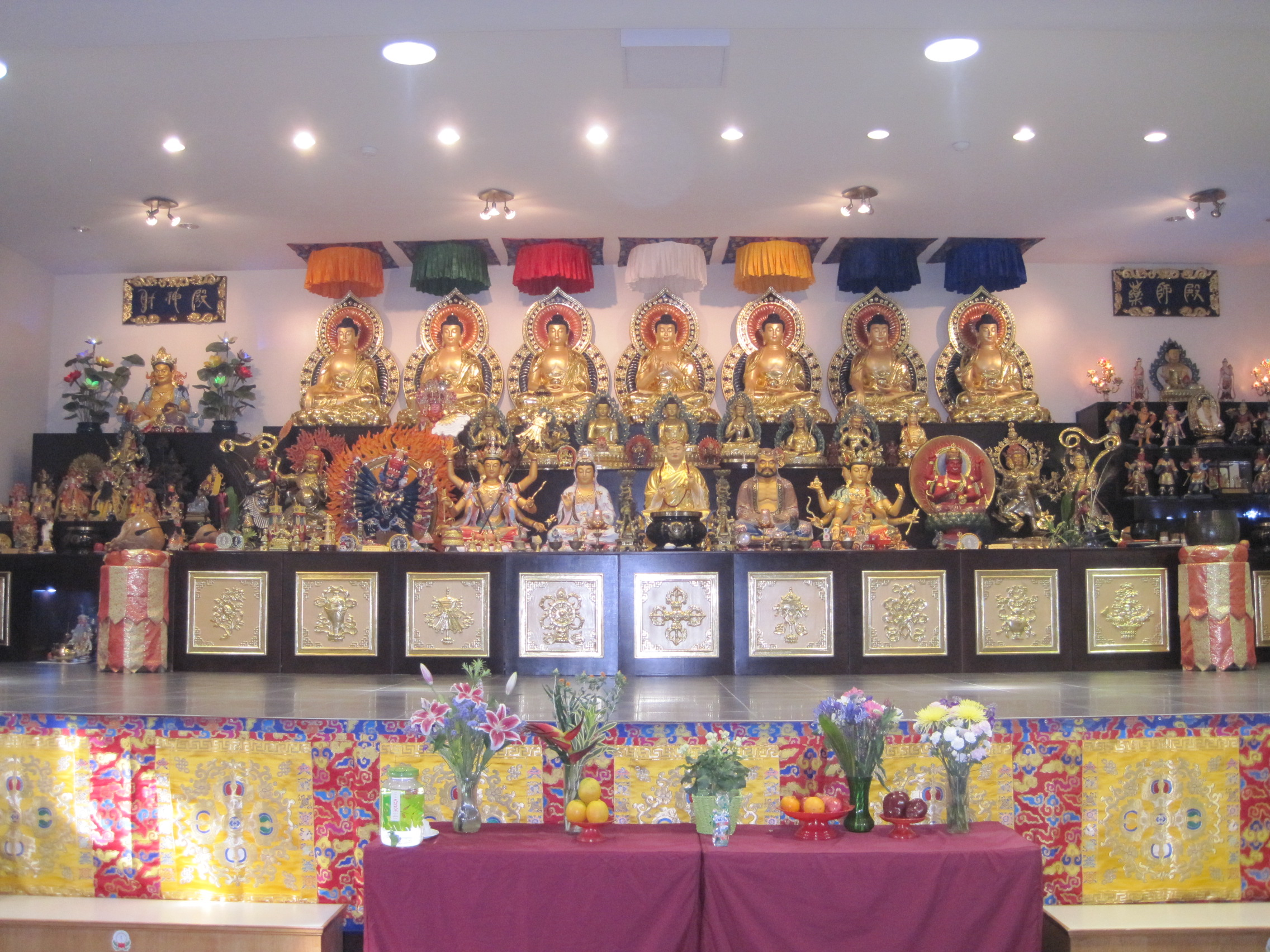
Miejsce kultu w Calgary

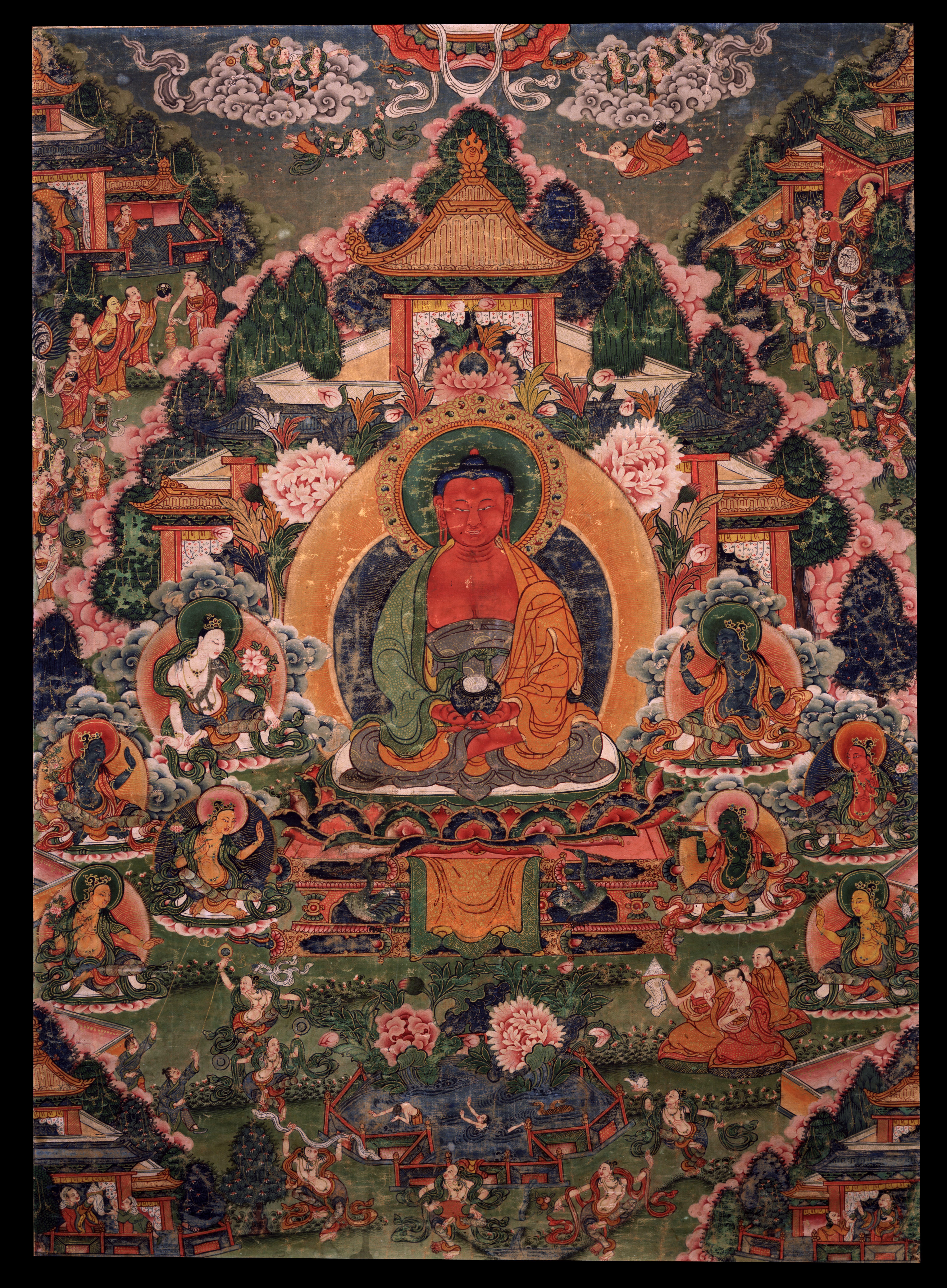
Budda Amitabha

Lian-sheng nazywany jest przez uczniów Wielkim Mistrzem oraz uważany za emanację Buddy Amitabhy. Naucza buddyzmu egzoterycznego i ezoterycznego, dodaje elementy zen i taoizmu. Termin „Żyjący Budda” odnosi się do oświeconego, który zdecydował się na powrót na świat.
Jest autorem ponad 200 książek w języku chińskim dotyczących wadżrajany i feng shui. Pragnienia nie są postrzegane przez niego pejoratywnie, ponieważ są częścią ludzkiej natury.

#### Uczniowie
Sadhana praktykowana musi być przynajmniej raz dziennie. Wymagane jest przestrzeganie przykazań (czternastu podstawowych ślubowań tantrycznych, pięćdziesięciu zwrotek oddania dla guru). Powinni również wykazywać się równowagą wewnętrzną i tolerancją wobec wszystkich innych religii. Nauki Lu nie zabraniają jego uczniom spożywania mięsa. Konsumpcja alkoholu jest zakazana.
Zasadą jest „Szanować guru, cenić dharmę i pilnie praktykować”. Wrodzona mądrość jest przygaszona z powodu negatywnej karmy. Poleganie na doświadczeniu nauczyciela jest koniecznością.

##### 10 przykazań kultywowania[1]
1. Szanuj guru.
2. Praktykuj uczciwość.
3. Powstrzymaj się od oddawania się bogactwu.
4. Powstrzymaj się od złośliwości.
5. Powstrzymaj się od oszczerstw.
6. Powstrzymaj się od złych myśli.
7. Nie narażaj się na splugawienie.
8. Nie krzywdź innych.
9. Nie oddawaj się pożądaniu.
10. Nie bądź nieostrożny.

Jeśli uczeń oczerni głównego guru, przymierze zostanie zerwane. Jest to równoznaczne z poważną obrazą wadżrajany i trafieniem do piekła wadżry.

## Praktyki

### Świątynie

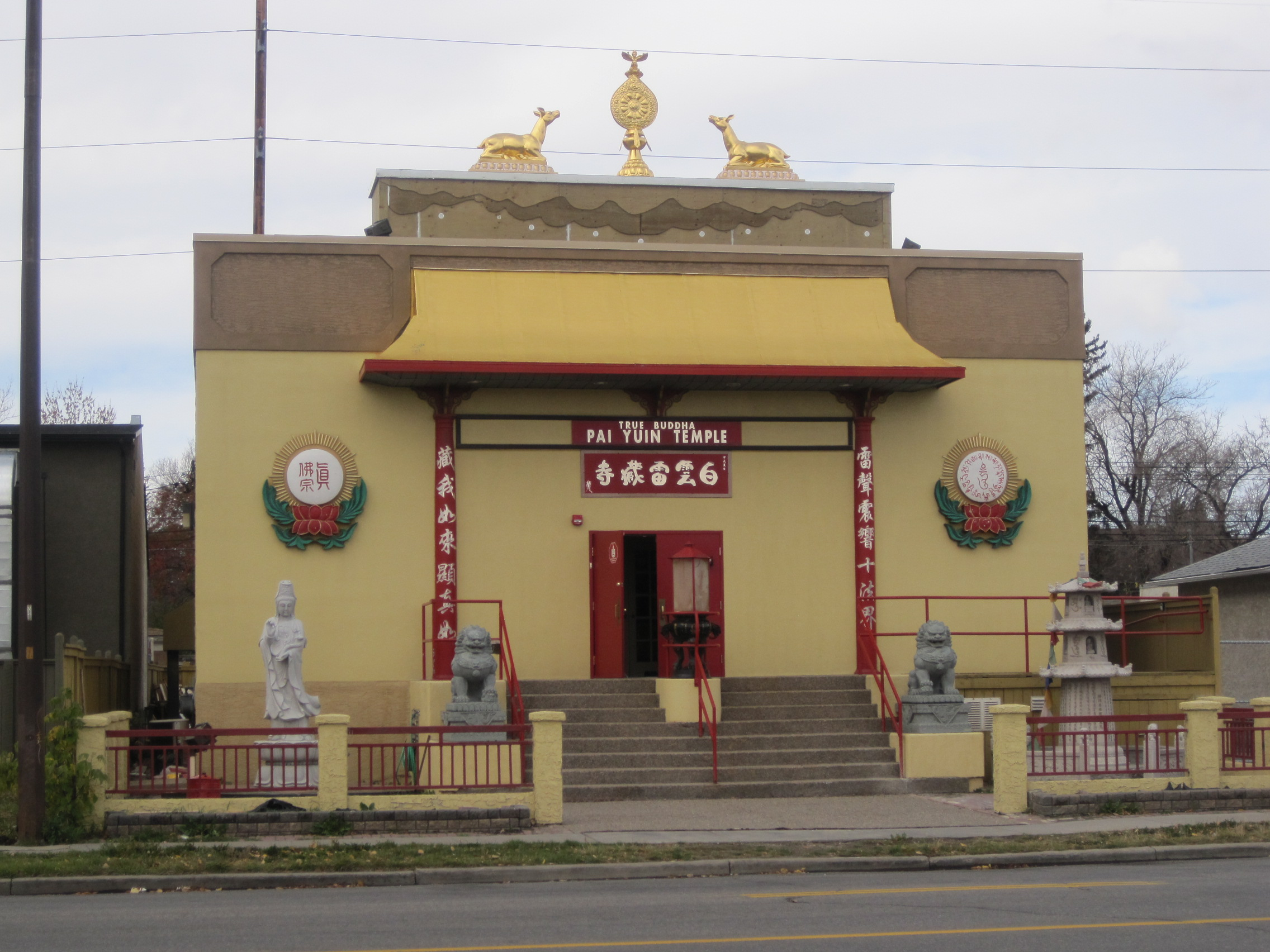
Świątynia w Calgary

Każda świątynia ma patrona i przynajmniej jednego lamę na miejscu. Budynki zarządzane są indywidualnie.
Osoby motywowane są do refleksji nad działaniami i wzięcia odpowiedzialności za swoje postawy. Wizytacje w świątyniach pomagają w pielęgnowaniu zdrowych nawyków. Wspólne uczestnictwo umożliwia zapoznanie się z poprawnym stosowaniem mudr czy wymową mantr. Mnisi i mniszki służą do kreowania zwyczaju dawania i otrzymywania. Tworzone są wzajemne więzi oparte na radości i uczuciu wdzięczności.
Co miesiąc odbywają się ceremonie, których głównym celem jest eliminacja nieszczęść, utrzymywanie harmonii w związkach, powiększanie zasobów i modlitwa o spełnienie życzeń. Przed wydarzeniem członkowie wpisują swoje imiona i nazwiska, adresy, daty urodzenia i życzenia w formularzu rejestracyjnym. Podawana jest dobrowolna darowizna. Formułki są błogosławione berłem wadżry i dzwonkiem. Narzędzia rytualne wspomaga śpiew wiernych. W późniejszym czasie życzenia są spalane.

### Tantra
Praktyki odbywać się mogą w dowolnym czasie i miejscu. Istnieją działania transcendentalne i doczesne. Pierwszy typ opiera się na mudrach wadżrajany, mantrach i wizualizacji. Drugi typ ma na celu uwolnienie istot od cierpienia i zaspokojenie ich pragnień. Tantra jest dostosowana do praktyk jogi. Stan pustki osiągany jest poprzez ćwiczenie koncentracji. Tantrę może praktykować każdy.

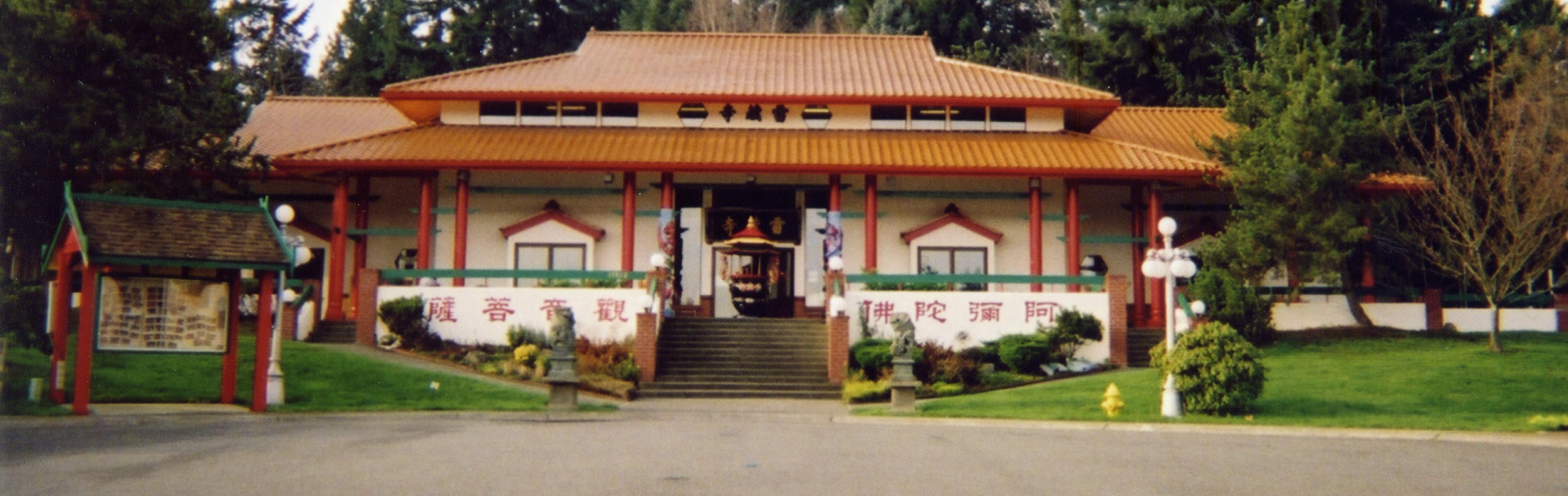
Świątynia w Redmond (Waszyngton)

### Etapy kultywowania[1]

#### Zewnętrzne praktyki
- Cztery wstępne praktyki – fundamentalne praktyki buddyzmu wadżrajany.
- Praktyka głównego guru
- Praktyka bóstwa osobowego

#### Wewnętrzne praktyki
- Praktyka oddychania wazonem skarbów

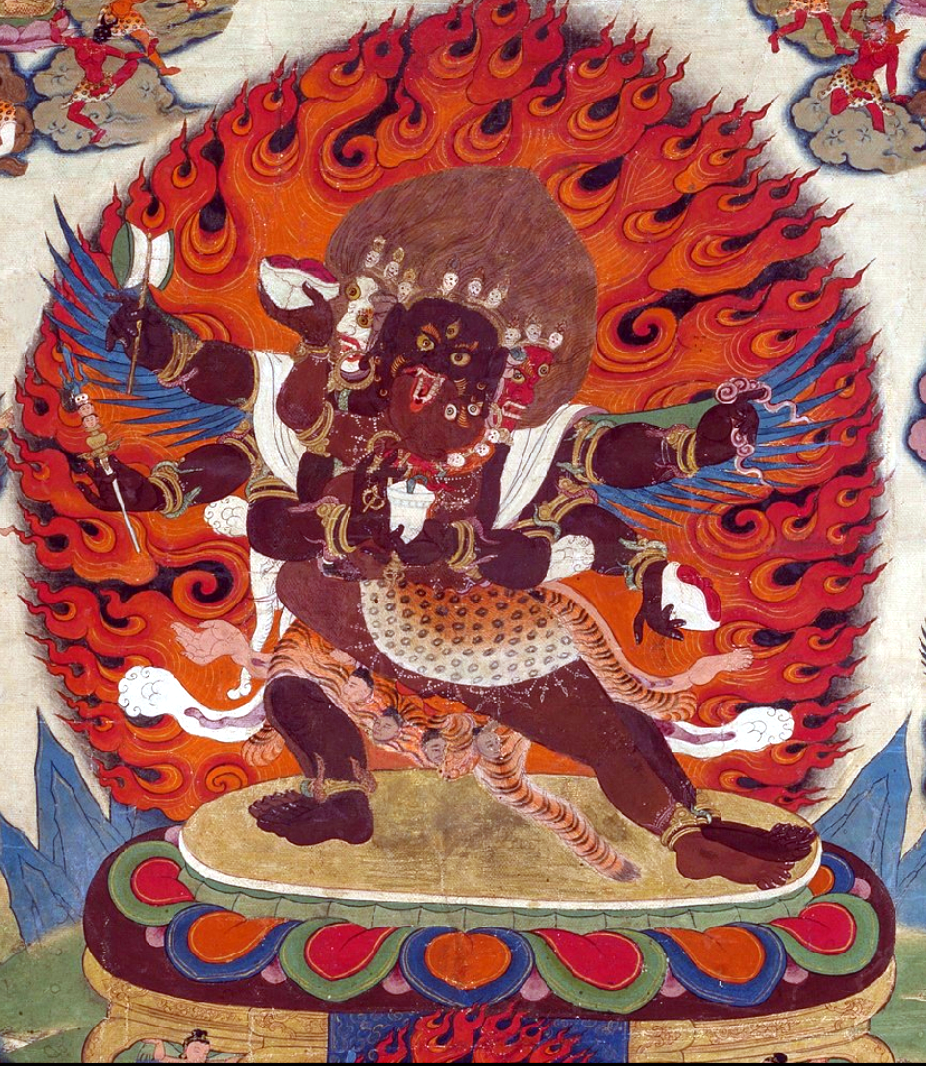
Mahottara Heruka

- Joga ognia wewnętrznego
- Otwarcie kanału centralnego

#### Tajne praktyki
- Otwieranie pięciu czakr
- Praktyki heruki
- Tantra najwyższej jogi

#### Najbardziej tajne praktyki
- Wielka doskonałość

## Społeczność
Oddziały znajdują się w Azji, Europie, Oceanii, Północnej Ameryce i Południowej Ameryce. W 2008 roku założony został zespół ochotników tłumaczących dzieła Wielkiego Mistrza. Obecnie są one dostępne w języku chińskim i angielskim. 

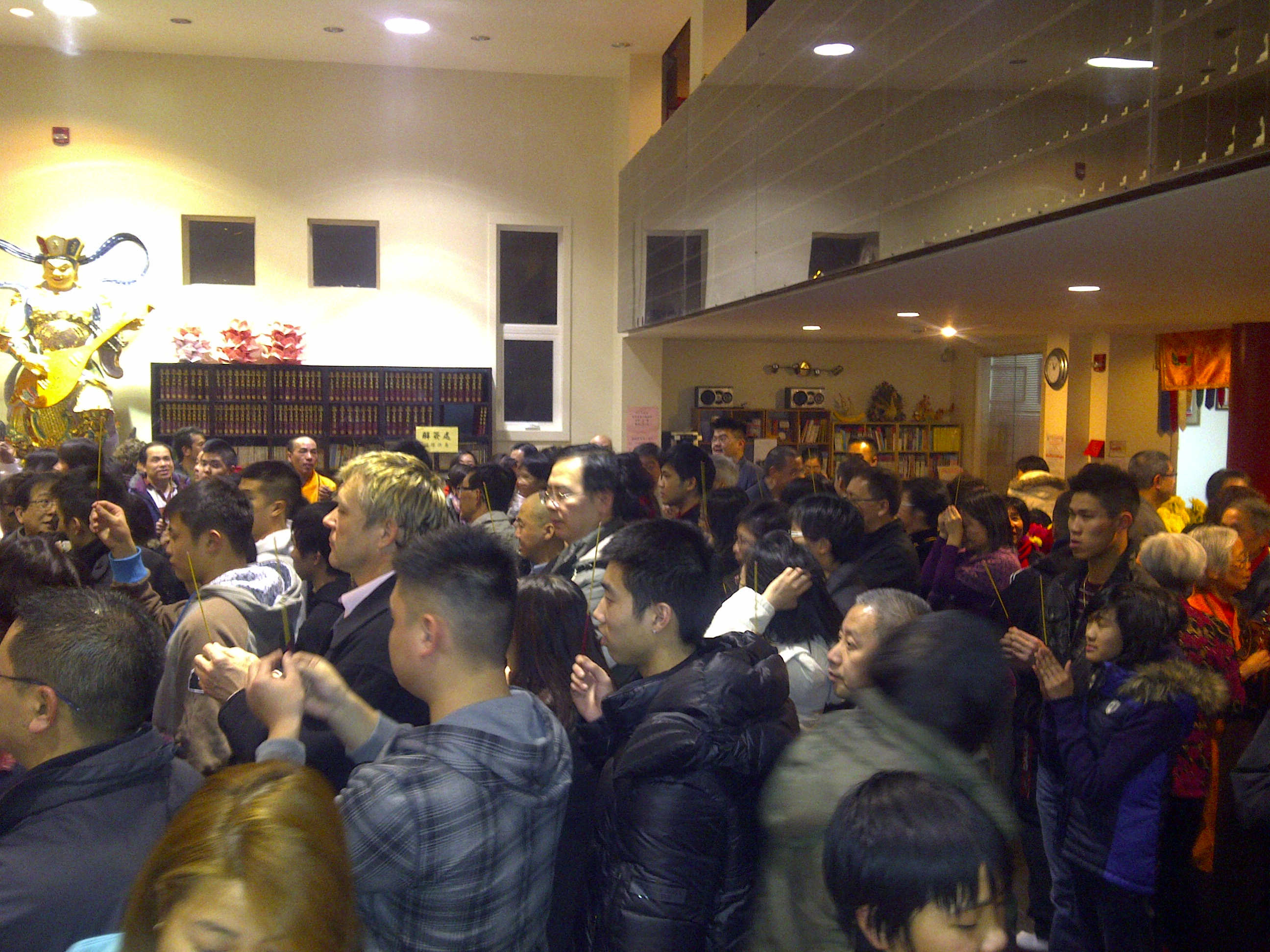
Chiński Nowy Rok w świątyni Pai Yuin